# Acordo de Parceria Transatlântica de Comércio e Investimento
O Acordo de Parceria Transatlântica de Comércio e Investimento (APT), mais conhecido como TTIP (em inglês:  Transatlantic Trade and Investment Partnership) ou TAFTA (em inglês:  Trans-Atlantic Free Trade Agreement), é uma proposta de acordo de livre comércio entre a União Europeia e os Estados Unidos, em forma de tratado internacional.
O tratado visa impedir a interferências dos Estados no comércio entre os países aderentes e  está a ser negociado em paralelo com a Parceria Trans-Pacífico ou TPP (em inglês:  Trans-Pacific Partnership). Estima-se que o acordo deva impulsionar a economia da UE em € 120 biliões, a economia dos EUA em € 90 biliões e a do restante do mundo em € 100 biliões.
As negociações entre a Comissão Europeia e o Governo dos Estados Unidos começaram em julho de 2013 e alcançaram a terceira rodada no final do mesmo ano. Previa-se que o acordo de livre comércio pudesse ser concluído até o final de 2014.
As negociações foram interrompidas pelo Presidente Donald Trump, que então iniciou um conflito comercial com a UE. Trump e a UE declararam uma espécie de trégua em julho de 2018, retomando conversações que pareciam semelhantes às do TTIP.
Os relatórios sobre as negociações em curso e o conteúdo das propostas negociadas do TTIP são sigilosos para o público, e só podem ser acessados por pessoas autorizadas. Vazamentos múltiplos de conteúdo proposto do TTIP, para o público, causaram controvérsia.
Segundo estimativas da Comissão Europeia, o TTIP impulsionaria a economia da UE em 120 bilhões de euros; a economia dos EUA, em 90 bilhões de euros, e a economia do resto do mundo, em 100 bilhões de euros. Segundo Anu Bradford, professor de Direito na Columbia Law School e Thomas J. Bollyky, do Conselho das Relações Externas, o TTIP visa "liberalizar um terço do comércio mundial" e poderá criar milhões de novos empregos. Já segundo artigo publicado no Guardian, por Dean Baker, do think tank Center for Economic and Policy Research, dos EUA, os benefícios econômicos por família seriam relativamente pequenos. Segundo um relatório do Parlamento Europeu, os impactos nas condições de trabalho variam de ganhos de emprego a perdas de emprego, dependendo do modelo econômico e das hipóteses assumidas nas previsões.
O acordo tem sido criticado e combatido por alguns sindicatos, entidades sem fins lucrativos, ONGs e ambientalistas, particularmente na Europa. The Independent reporta as críticas comuns ao TTIP, notadamente sobre "a redução das barreiras regulamentares ao comércio para grandes empresas, algumas coisas como legislação de segurança alimentar, legislação ambiental, regulação bancária e sobre os poderes soberanos das nações individuais", enquanto outros críticos mais duros o descrevem como um "assalto às sociedades europeias e norte-americanas por empresas transnacionais". The Guardian observou a crítica à "natureza antidemocrática das negociações feitas a portas fechadas", à "influência de poderosos lobistas", à capacidade potencial do TTIP de "minar a autoridade democrática do governo local", e descreveu-o como "o acordo comercial mais controverso que a UE já negociou". O economista alemão Max Otte argumentou que, ao colocar os trabalhadores europeus em concorrência direta com os americanos (e também com mexicanos e canadenses, considerando-se o Acordo de Livre Comércio da América do Norte), o TTIP teria impacto negativo nos modelos sociais europeus. Através de um mecanismo de democracia direta da UE, a Iniciativa de Cidadãos Europeus (European Citizens' Initiative), que permite aos cidadãos da UE dirigir-se diretamente à Comissão Europeia para propor um ato jurídico, foram obtidas mais de 3,2 milhões de assinaturas contra o TTIP e o CETA, em um ano.

## Negociações secretas e vazamento de informações
As negociações continuaram secretas mesmo depois de um primeiro rascunho ter vazado para a imprensa.
Para o item "Comércio de serviços, investimentos e e-commerce", um rascunho datado de 7 de julho de 2013 foi vazado pelo jornal alemão Die Zeit em março de 2014. O texto vazado contém sete capítulos.[carece de fontes?]
O capítulo I, o artigo 1º apresenta como objetivo geral "um clima melhor para o desenvolvimento do comércio e do investimento", em particular a "liberalização do investimento e da cooperação em matéria de e-commerce".
O capítulo II, artigos 3° a 18, contém princípios gerais para o investimento. O artigo 14º contém regras propostas que proíbem os governos de, direta ou indiretamente, "nacionalizar, desapropriar", a menos que seja para uma finalidade pública, observado o devido processo legal, em uma base não-discriminatória e mediante compensação.
O capítulo III, artigos 19 a 23, contém regras sobre a oferta transfronteiriças de serviços.[carece de fontes?]
O capítulo IV, artigos 24 a 28, permitiria a livre circulação, por todos os países signatários do acordo, de gerentes e outros funcionários de uma empresa, para fins de trabalho temporário. No entanto, o artigo 1 (2) deixa claro que a livre circulação de trabalhadores e cidadãos em geral  não seria mais permitida.[carece de fontes?]
O capítulo V contém oito seções com regras específicas para os diferentes setores da economia. A seção I, artigos 29 a 31, estabelece os princípios que os Estados devem observar no licenciamento de empresas privadas. A seção II contém disposições gerais. A seção III abrange serviços de informática. A seção IV, artigos 35-39, aborda a liberalização dos serviços postais.  A Seção V, artigos 40 a 50, aplica-se a redes e serviços de comunicações eletrônicas (incluindo telecomunicações)  e torna obrigatórios os mercados competitivos, com ausência de subsídios cruzados, salvo exceções definidas, incluindo no artigo 46 o direito (mas não a obrigação) de os países oferecerem a universalização do serviço.  A seção VI do capítulo V abrange Serviços Financeiros, nos artigos 51 a 59. Ela limita a possibilidade de  regulação pública de  serviços bancários e de seguros. Qualquer regulação não compatível com os termos e objetivos do Tratado seria ilegal. Razões legítimas para a regulamentação incluem, no artigo 52, "a proteção dos investidores, dos depositantes, dos titulares de apólices ou pessoas a quem uma obrigação fiduciária é devida por um prestador de serviços financeiros; (b) garantir a integridade e estabilidade do sistema financeiro de uma das partes". Todavia, o artigo 52 (2) afirma que "as medidas não devem ser mais onerosas do que o necessário para atingir o seu objetivo".O Tratado não inclui quaisquer outras razões para permitir a regulação. A seção VII abrange o transporte marítimo internacional e a seção VIII abrange transporte aéreo.[carece de fontes?]
O anexo sobre a "Resolução de litígios investidores x Estado" propõe permitir que empresas interponham recursos contra os governos por violação dos seus direitos.
A Comissão Europeia lançou uma consulta pública depois que o rascunho do texto vazou, o que levou a uma série de mudanças. A proposta modificada deveria ser disponibilizada para o público.[carece de fontes?]

## Consulta pública
Em março de 2014, a Comissão Europeia lançou uma consulta pública sobre um pequeno conjunto de propostas. A consulta foi concluída em 13 de julho de 2014, recebendo cerca de 150.000 respostas, e o respectivo relatório foi publicado em 13 de janeiro de 2015.

## Críticas

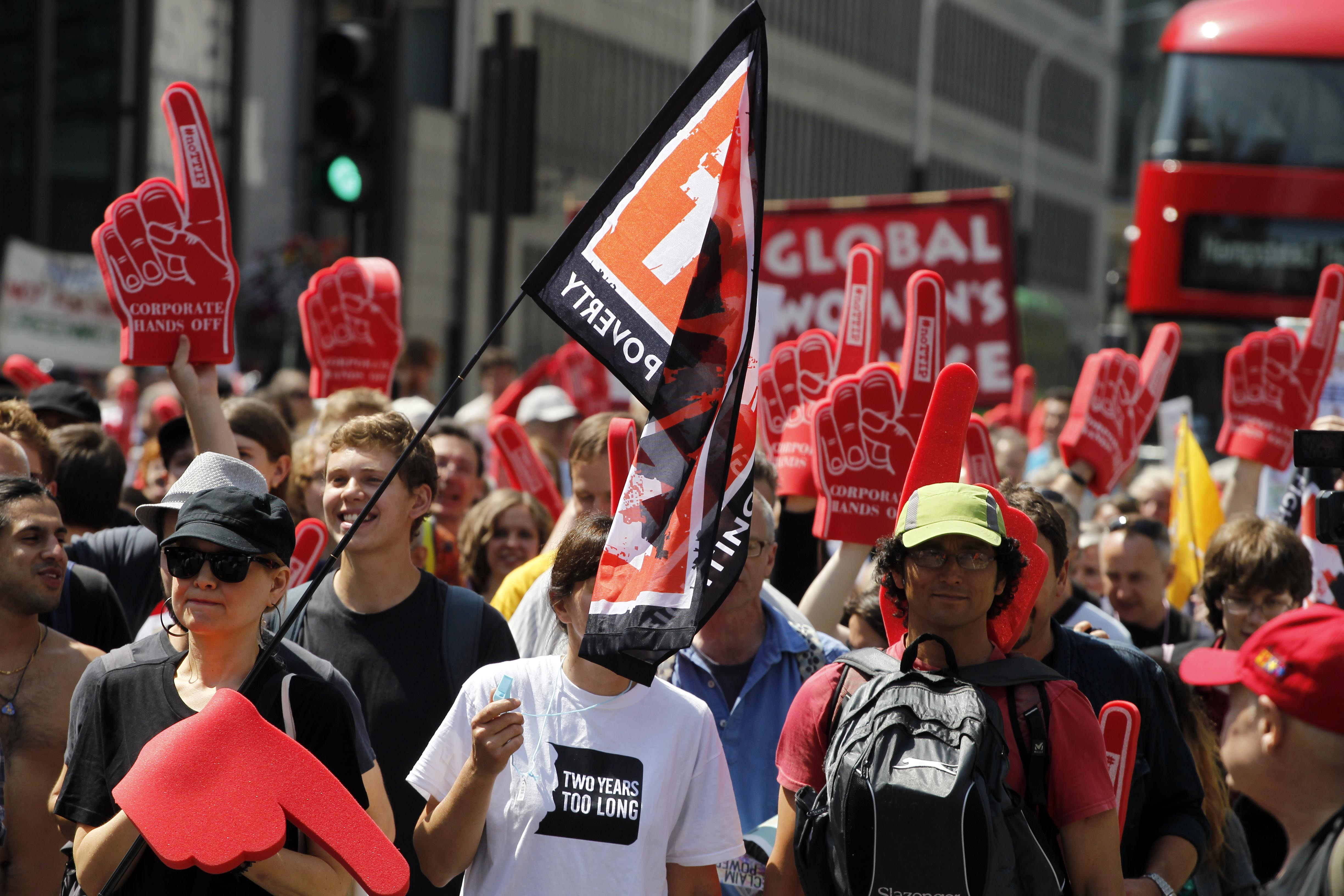
Passeata contra o acordo de livre comércio UE-EUA (TTIP), em Londres, julho de 2014.

O projeto está a receber muitas críticas por alguns setores da política, dos media, de organizações de proteção da natureza e do consumidor e por organizações não governamentais, estando a ser negociado por representantes dos poderes económicos fora do âmbito público e sem o controlo democrático dos parlamentos nacionais e do Parlamento Europeu. Os esperados efeitos positivos sobre economia e emprego também foram alvo de críticas, embora as projeções publicadas pela Comissão Europeia, relativas a um período de 10 anos, apresentem um cenário mais otimista .
Estudos independentes indicam que o acordo deve reforçar a tendência à estagnação econômica europeia, gerando perdas em termos de exportações líquidas, além de queda do PIB, queda do emprego e dos salários, redução da participação dos salários na renda (mediante transferência de renda do trabalho para o capital), queda na arrecadação de tributos com aumento do déficit público e, por fim, maior instabilidade financeira na União Europeia.
De acordo com esses estudos, havendo queda das receitas de exportação, redução da participação dos salários na renda total e diminuição da receita pública, a demanda teria de ser sustentada por lucros e investimento. Mas, dada a redução do crescimento do consumo, os lucros não poderiam provir do crescimento das vendas. A suposição mais realista  é a de que os lucros e o investimento (notadamente em ativos financeiros) sejam sustentados pelo aumento dos preços dos ativos. O potencial de instabilidade macroeconômica dessa estratégia de crescimento é bem conhecido após a recente crise financeira, que segundo um estudo levaria a uma queda do PIB da União Europeia e das exportações do bloco. Um dos estudos mostra um resultado devastador para a Europa: 583 mil empregos devem sumir até 2025 na UE.
 A direção da ONU criticou este tratado, afirmando que ele entrega o poder para as multinacionais e que viola os direitos humanos.